# 제25회 서울독립영화제
제25회 서울독립영화제는 1999년 11월 18일에 열린 시상식이다.

## 수상 및 후보

### 최우수작품상
- 열대야 - 이근호 수상
- 현대인 - 류승완 수상

### 우수작품상
- 체온 - 유상곤 수상
- 고추 말리기 - 장희선 수상
- Surface of Memory, Memory on Surface - 이장욱 수상
- 킬링 댄스 - 장우진 수상
- http://www.세상은.얼마나.놀라운가! - 이재경 외 5 수상
- 단무지 - 송경익 수상
- yoni-그 자궁의 정화의식 - 박영원 수상
- 시나리오 - 유병권 수상

### 후원상
- 광대버섯 - 염정석 수상
- 81.해적 디스코왕이 되다 - 김동원 수상
- 민들레 - 이경순/최하동하 수상
- 현대인 - 류승완 수상